# Iczer Girl Iczelion
Iczer Girl Iczelion (戦ー少女(いくさーガール)イクセリオン?, Ikuzā Gāru Ikuzerion) è una serie di due OAV fantascientifici prodotti nel 1995 dalla Anime International Company, sequel di Iczer Reborn.

## Trama
Kai Nagisa, una normale studentessa con il sogno di diventare una wrestler professionista (nonostante lei stessa sia piuttosto paurosa e debole), viene contattata da un robot conosciuto come Iczel. Iczel le chiede aiuto per salvare la Terra da una misteriosa razza aliena chiamata Geas e guidata da Chaos e Cross. Per combattere gli invasori, Nagisa deve fondersi con Iczel e diventare il guerriero androide chiamato "Iczelion". Inizialmente riluttante ad accettare all'improvviso un compito così importante e combattere contro altri guerriere alieni, Nagisa dovrà affrontare le proprie paure e prendersi le proprie responsabilità per la salvezza del pianeta.